# Сент-Пол № 19
Графство Сент-Пол № 19 (англ. St. Paul County No. 19) — муніципальний район в Канаді, у провінції Альберта.

## Населення
За даними перепису 2016 року, муніципальний район нараховував 6036 жителів, показавши зростання на 3,6%, порівняно з 2011-м роком. Середня густина населення становила 1,8 осіб/км².
З офіційних мов обидвома одночасно володіли 1 065 жителів, тільки англійською — 4 950, тільки французькою — 10. Усього 285 осіб вважали рідною мовою не одну з офіційних, з них 30 — одну з корінних мов, а 115 — українську.
Працездатне населення становило 70,8% усього населення, рівень безробіття — 6,3% (9,3% серед чоловіків та 2,7% серед жінок). 66,7% були найманими працівниками, 33% — самозайнятими.
Середній дохід на особу становив $55 115 (медіана $39 616), при цьому для чоловіків — $67 963, а для жінок $40 772 (медіани — $50 995 та $31 765 відповідно).
30,9% мешканців мали закінчену шкільну освіту, не мали закінченої шкільної освіти — 22,4%, 46,6% мали післяшкільну освіту, з яких 19,8% мали диплом бакалавра, або вищий, 10 осіб мали вчений ступінь.
| Статево-вікова структура населення | Статево-вікова структура населення | Статево-вікова структура населення | Статево-вікова структура населення | Статево-вікова структура населення |
| ---------------------------------- | ---------------------------------- | ---------------------------------- | ---------------------------------- | ---------------------------------- |
|                                    |                                    |                                    |                                    |                                    |
| Всього                             | Всього                             | 52,5%47,5%                         |                                    |                                    |
| 0 — 14 років                       | 0 — 14 років                       |                                    | 19,4%                              | 19,4%                              |
| 15 — 64 років                      | 15 — 64 років                      |                                    | 63,1%                              | 63,1%                              |
| 65 і більше                        | 65 і більше                        |                                    | 17,5%                              | 17,5%                              |
| 85 і більше                        | 85 і більше                        |                                    | 0,8%                               | 0,8%                               |
| Середній вік (років)               | Середній вік (років)               | 41,341,0                           | 41,1                               | 41,1                               |
| Медіана (років)                    | Медіана (років)                    | 44,444,1                           | 44,2                               | 44,2                               |
| — чоловіки — жінки                 |                                    |                                    |                                    |                                    |

| Походження мешканців:     | Походження мешканців:     | Походження мешканців: | Походження мешканців: | Походження мешканців: |
| ------------------------- | ------------------------- | --------------------- | --------------------- | --------------------- |
| Походження                |                           |                       | осіб                  | %                     |
| Корінні американці        | Корінні американці        |                       | 805                   | 13.39%                |
| Інше північноамериканське | Інше північноамериканське |                       | 1 860                 | 30.95%                |
| Європейське               | Європейське               |                       | 4 910                 | 81.7%                 |
| британське                | британське                |                       | 2 455                 | 40.85%                |
| французьке                | французьке                |                       | 1 730                 | 28.79%                |
| українське                | українське                |                       | 1 485                 | 24.71%                |
| Карибське                 | Карибське                 |                       | 10                    | 0.17%                 |
| Латинськоамериканське     | Латинськоамериканське     |                       | 35                    | 0.58%                 |
| Африканське               | Африканське               |                       | 35                    | 0.58%                 |
| Азійське                  | Азійське                  |                       | 55                    | 0.92%                 |

| Зайнятість населення за галузями (за класифікацією NOC): | Зайнятість населення за галузями (за класифікацією NOC): | Зайнятість населення за галузями (за класифікацією NOC): | Зайнятість населення за галузями (за класифікацією NOC): | Зайнятість населення за галузями (за класифікацією NOC): |
| -------------------------------------------------------- | -------------------------------------------------------- | -------------------------------------------------------- | -------------------------------------------------------- | -------------------------------------------------------- |
|                                                          |                                                          |                                                          |                                                          |                                                          |
| Управління                                               | Управління                                               |                                                          | 19,3%                                                    | 19,3%                                                    |
| Бізнес, фінанси та адміністрування                       | Бізнес, фінанси та адміністрування                       |                                                          | 13,7%                                                    | 13,7%                                                    |
| Природничі та прикладні науки                            | Природничі та прикладні науки                            |                                                          | 2,2%                                                     | 2,2%                                                     |
| Охорона здоров'я                                         | Охорона здоров'я                                         |                                                          | 3,1%                                                     | 3,1%                                                     |
| Освіта, правозахист, муніципальні та урядові служби      | Освіта, правозахист, муніципальні та урядові служби      |                                                          | 9,1%                                                     | 9,1%                                                     |
| Мистецтво, культура, відпочинок та спорт                 | Мистецтво, культура, відпочинок та спорт                 |                                                          | 1,2%                                                     | 1,2%                                                     |
| Роздрібна торгівля та послуги                            | Роздрібна торгівля та послуги                            |                                                          | 14,9%                                                    | 14,9%                                                    |
| Гуртова торгівля, транспорт та обладнання                | Гуртова торгівля, транспорт та обладнання                |                                                          | 24,1%                                                    | 24,1%                                                    |
| Природні ресурси, сільське господарство                  | Природні ресурси, сільське господарство                  |                                                          | 7,6%                                                     | 7,6%                                                     |
| Виробництво                                              | Виробництво                                              |                                                          | 4,6%                                                     | 4,6%                                                     |

## Населені пункти
До складу муніципального району входять містечка Елк-Пойнт, Сент-Пол, літнє село Горсшу-Бей, індіанські резервації Уніпугеос 121, Пускіяківенін 122, Вайт-Фіш-Лейк 128, а також хутори, інші малі населені пункти та розосереджені поселення.

## Клімат
Середня річна температура становить 1,4°C, середня максимальна – 20,9°C, а середня мінімальна – -22,6°C. Середня річна кількість опадів – 445 мм.
| Клімат поселення                              | Клімат поселення | Клімат поселення | Клімат поселення | Клімат поселення | Клімат поселення | Клімат поселення | Клімат поселення | Клімат поселення | Клімат поселення | Клімат поселення | Клімат поселення | Клімат поселення | Клімат поселення |
| Показник                                      | Січ.             | Лют.             | Бер.             | Квіт.            | Трав.            | Черв.            | Лип.             | Серп.            | Вер.             | Жовт.            | Лист.            | Груд.            |                  |
| Середній максимум, °C                         | −9,44            | −6,12            | 0,27             | 10,00            | 16,66            | 20,92            | 20,81            | 19,93            | 14,35            | 8,39             | −2,39            | −9,86            |                  |
| Середня температура, °C                       | −16,01           | −12,7            | −6,32            | 3,41             | 10,08            | 14,34            | 16,25            | 15,38            | 9,80             | 3,84             | −6,95            | −14,4            |                  |
| Середній мінімум, °C                          | −22,61           | −19,28           | −12,9            | −3,17            | 3,49             | 7,75             | 11,70            | 10,82            | 5,26             | −0,72            | −11,5            | −18,95           |                  |
| Норма опадів, мм                              | 20               | 13               | 19               | 32               | 46               | 75               | 81               | 61               | 41               | 18               | 19               | 20               |                  |
| Середньомісячна швидкість вітру, м/с          | 3.60             | 3.60             | 3.72             | 4.00             | 4.00             | 3.60             | 3.30             | 3.20             | 3.50             | 3.80             | 3.80             | 3.76             |                  |
| Середньомісячна сонячна радіація, кДж/м²·день | 3411             | 6977             | 12242            | 17271            | 20953            | 22136            | 22153            | 18362            | 12334            | 7287             | 3645             | 2455             |                  |
| --------------------------------------------- | ---------------- | ---------------- | ---------------- | ---------------- | ---------------- | ---------------- | ---------------- | ---------------- | ---------------- | ---------------- | ---------------- | ---------------- | ---------------- |
| Джерело:                                      |                  |                  |                  |                  |                  |                  |                  |                  |                  |                  |                  |                  |                  |